# Molophilus (Molophilus) tetrodonta
Molophilus (Molophilus) tetrodonta is een tweevleugelige uit de familie steltmuggen (Limoniidae). De soort komt voor in het Australaziatisch gebied.